# Isomaltulosa
La isomaltulosa, también conocida comercialmente como Byaltulosa, es un disacárido que se obtiene comercialmente por la conversión enzimática de sacarosa a través de fermentación bacteriana.
Su nombre químico es:  6-0-α-D-glucopyranosyl-D-fructosa
Su fórmula química es: (C12H22O11)

## Características
La isomaltulosa es extraída del azúcar de remolacha, además se presenta de forma natural en la caña de azúcar, en la miel de abeja. Presenta propiedades organolépticas muy parecidas a la sacarosa, además contiene su mismo valor calórico (4kcal/g). Se ha utilizado como sustituto de la sacarosa en diferentes alimentos sin poder detectar en estos ningún cambio organoléptico. La isomaltulosa no es cariogénica, es decir no produce caries, además, no incrementa la glucosa en la sangre ni los niveles de insulina en el consumidor. La isomaltulosa presenta una muy baja velocidad de hidrólisis y absorción en el cuerpo comparado con la sacarosa y otros azúcares por lo que se utiliza como fuente de energía prolongada. La isomaltulosa se absorbe totalmente como glucosa y fructosa en el intestino delgado.
Debido a estas y otras características ha sido ampliamente aceptado por los fabricantes de productos para diabéticos, productos libres de azúcar, bebidas energéticas, suplementos alimenticios, farmacéuticos, dulces, chocolates, snacks, entre otros.
Resumen de características:
- Está presente en la caña de azúcar y miel de abeja
- Utilizado como sustituto de azúcar por su perfil de sabor muy similar
- Posee el mismo valor calórico que el azúcar (4kcal/g)[6]
- Es un producto no cariogénico
- No incrementa los niveles de glucosa en la sangre, ni los niveles de insulina
- Baja velocidad de absorción.

## Salud
En la industria farmacéutica se ha recomendado como potenciador de nutrientes parenterales para los diabéticos y no diabéticos.